# Darío Ledesma
Darío Antonio Ledesma (Avellaneda, Argentina, 17 de enero de 1985) es un futbolista argentino. Juega de lateral derecho y actualmente juega en el club argentino Sacachispas.

## Trayectoria
Empezó su carrera en Talleres de Remedios de Escalada, A mediados del 2009 pasó a jugar a Liniers. y en el año 2011 jugó en Estudiantes de Buenos Aires. A principios de 2012 se incorporó a Sacachispas.

## Clubes
| Club             | País      | Año           |
| ---------------- | --------- | ------------- |
| Talleres (RE)    | Argentina | 2004-2009     |
| Liniers          | Argentina | 2009-2010     |
| Estudiantes (BA) | Argentina | 2011          |
| Sacachispas      | Argentina | 2012-presente |